# Wapen van 't Suydevelt

Het wapen van het waterschap 't Suydevelt

Het wapen van 't Suydevelt werd op 27 september 1994 bij koninklijk besluit aan het Drentse waterschap 't Suydevelt verleend. In 2000 ging het met het waterschap Vechtlanden op in het nieuwe waterschap Velt en Vecht. Hiermee verviel het wapen.

## Beschrijving
De blazoenering luidt als volgt:
In goud drie golvende linkerschuinbalken van azuur; in een hartschild van zilver een adelaar van keel. Het schild met een gouden kroon van drie bladeren en twee parels.
De  heraldische kleuren zijn: azuur (blauw), goud (geel), keel (rood) en zilver. Het schild is gedekt met een gravenkroon.

## Symboliek
De blauwe golvende dwarsbalken symboliseren het Loodiep, het Drostendiep en de vele kleinere beekjes die in Het Suydevelt stromen. De rode adelaar verwijst naar de wapens van de families Van Coeverden en Van Clencke. Deze families voerden één of meerdere adelaars in hun wapens. De rood-witte kleur in het hartschild is een verwijzing naar de bisschoppen van Utrecht die het gebied in bezit hadden.

## Verwant wapen

Het wapen van het waterschap Vechtstromen

Drentse Aa ·
Amsterdamscheveld ·
Bargerbeek ·
Eemszijlvest ·
Emmer-Erfscheidenveen ·
Hesselte ·
Hunze en Aa ·
Loo- en Drostendiep ·
Meppelerdiep ·
Middenveld ·
De Monden ·
Nijeveen-Kolderveen ·
Noordenveld ·
Oostermoerse Vaart ·
De Oude Vaart ·
Reest en Wieden ·
Riegmeer ·
De Runde ·
Smilde ·
't Suydevelt ·
De Veenmarken ·
De Vledder en Wapserveense Aa ·
Weerdinge ·
De Wold Aa ·
Wold en Wieden ·
Zuiveringsschap Drenthe